# Пароконденсатор

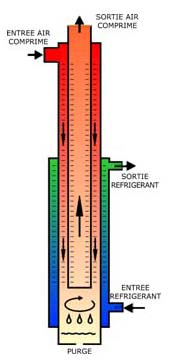

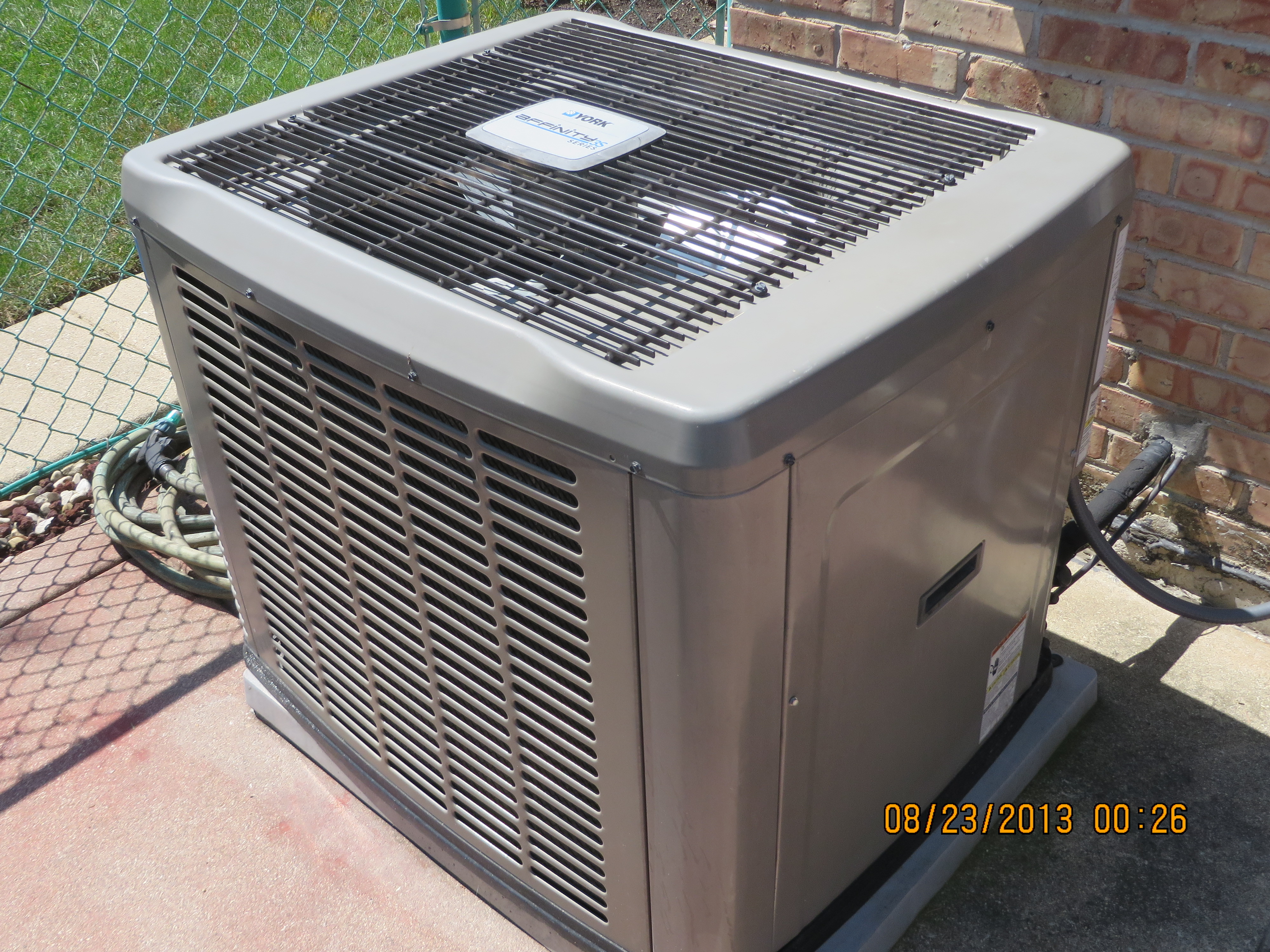
Конденсаторний блок для централізованої системи охолодження

Конденса́тор — (від лат. condense — ущільнюю, згущую) — теплообмінний апарат для здійснення переходу (конденсації) речовини з газоподібного (пароподібного) стану в рідкий або твердий.
Конденсація пари в конденсаторі відбувається внаслідок зіткнення її з поверхнею твердого тіла (поверхневі конденсатори) або рідини (контактні конденсатори), що мають температуру нижчу, ніж температура насичення пари за даного тиску. Конденсація пари супроводжується виділенням тепла, витраченого раніше на випаровування рідини, яке повинно відводитись якимось охолоджувальним середовищем.
Якщо температура конденсації газів більша, ніж температура навколишнього середовища, то для конденсації може бути використане водне або повітряне охолодження.
Конденсатори присутні в багатьох технологічних лініях хімічних виробництв для скраплення газу (азот, повітря, гелій, хлор, аміак), системах охолодження в багатьох пристроях — таких, як холодильники, у випарних установках для отримання дистиляту, розділення сумішей пари тощо.
Є багато різновидів конденсаторів (включаючи пластинчасті, трубчасті, пальцеві, барабанні), але завжди їх функцією є отримання швидкого тепла від газового потоку за допомогою охолоджувального середовища, які зазвичай циркулюють у напрямі, протилежному до напрямку циркуляції потоку.